# Bambou-coptère
 (avril 2023).
Si vous disposez d'ouvrages ou d'articles de référence ou si vous connaissez des sites web de qualité traitant du thème abordé ici, merci de compléter l'article en donnant les références utiles à sa vérifiabilité et en les liant à la section « Notes et références ».
Pour les articles homonymes, voir Bambou (homonymie) et Hélicoptère (homonymie).
Le bambou-copter ou libellule de bambou ou toupie chinoise est un jeu-jouet volant en bambou, d'origine chinoise du IVe siècle, qui s'envole en faisant tourner manuellement rapidement son axe. Il est reconnu comme une des plus anciennes formes connues de rotor-pale-hélice-aile d'aéronef de l'histoire de l'aviation.

## Histoire

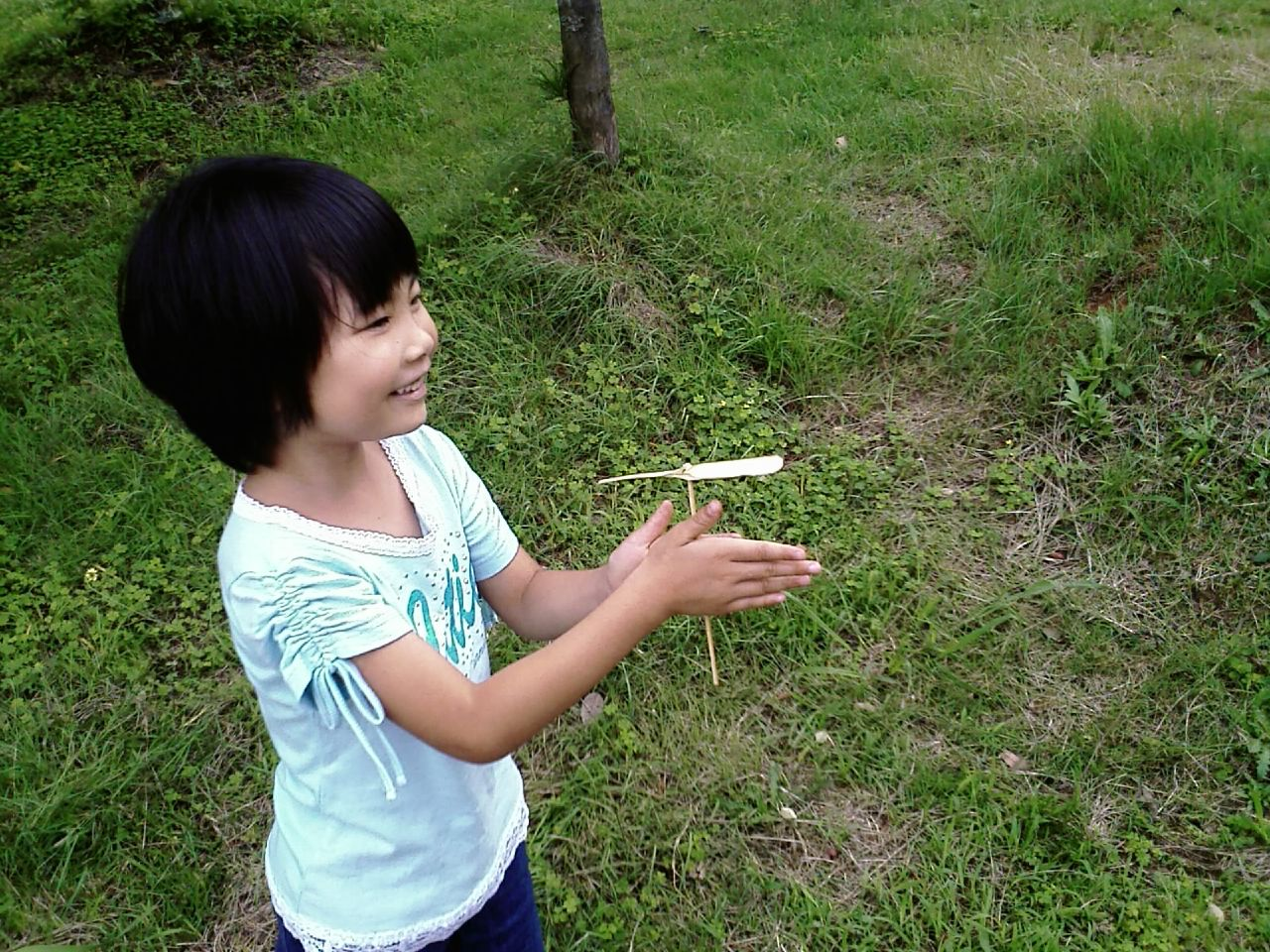
Bambou-coptère d'enfant

Ce jeu daterait des années 320, de la dynastie Jin (265-420) chinoise, inspiré de jeux de toupies chinoises de plus de 4 000 ans.  

## Aéronautique
Ce jeu-jouet est reconnu, avec entre autres les ornithoptères bioniques et la vis d'Archimède du IIIe siècle av. J.-C., comme une des sources d'inspiration les plus anciennes des inventeurs de l'histoire de l'aviation et de l'histoire de l'hélicoptère et autres voilures tournantes. 
Il est introduit en Europe au XVe siècle, et inspire alors entre autres Léonard de Vinci pour sa célèbre vis aérienne (des manuscrits de l'Institut) des années 1480. 
L'inventeur anglais George Cayley (considéré comme un des pères de l’aviation moderne) s'en inspire également pour ses premières travaux des années 1800, sur la portance des pale, hélice, et aile, qui propulsent les premiers aéronefs à hélices motorisés de l'histoire de l'aviation, dont le ballon dirigeable Daimler, de Gottlieb Daimler (1888), l'Ader Avion III, de Clément Ader (1897), le Wright Flyer, des frères Wright (1903) (puis Wright Flyer III de 1905), le Gyroplane Breguet-Richet, de Louis Charles Breguet (1907), le Blériot XI, de Louis Blériot (1909), et le Breguet Gyroplane Laboratoire de Louis Charles Breguet (1933)... 

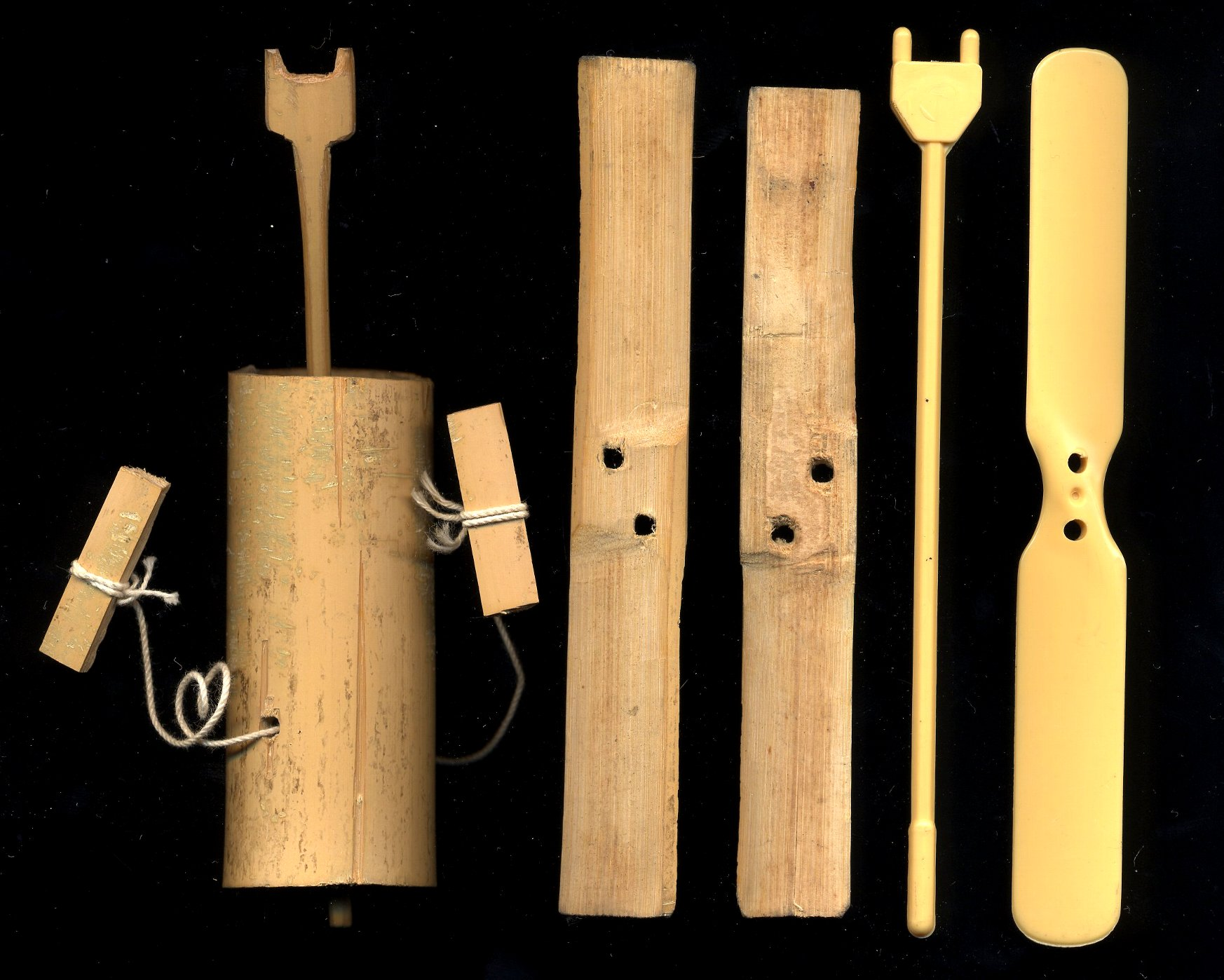
Hélices et lanceurs en bambou ou plastique
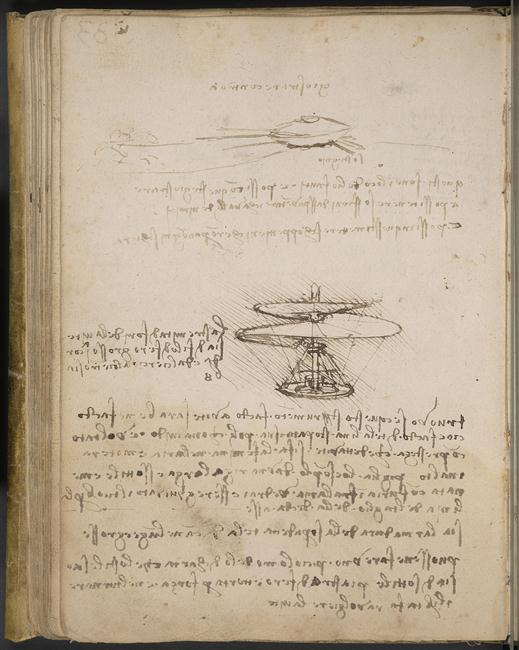
Vis aérienne, de Léonard de Vinci (années 1480)
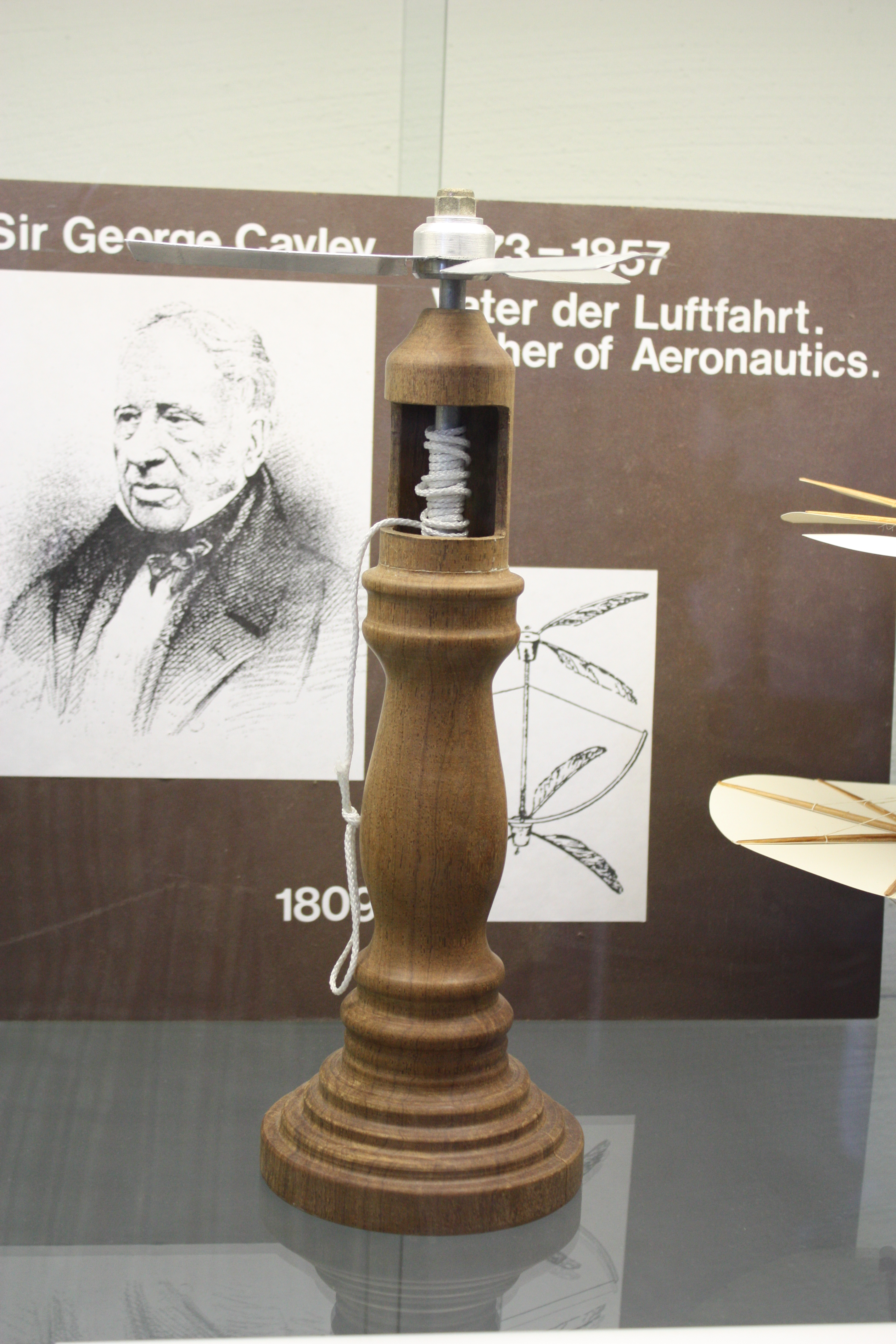
Toupie chinoise de George Cayley (1854)
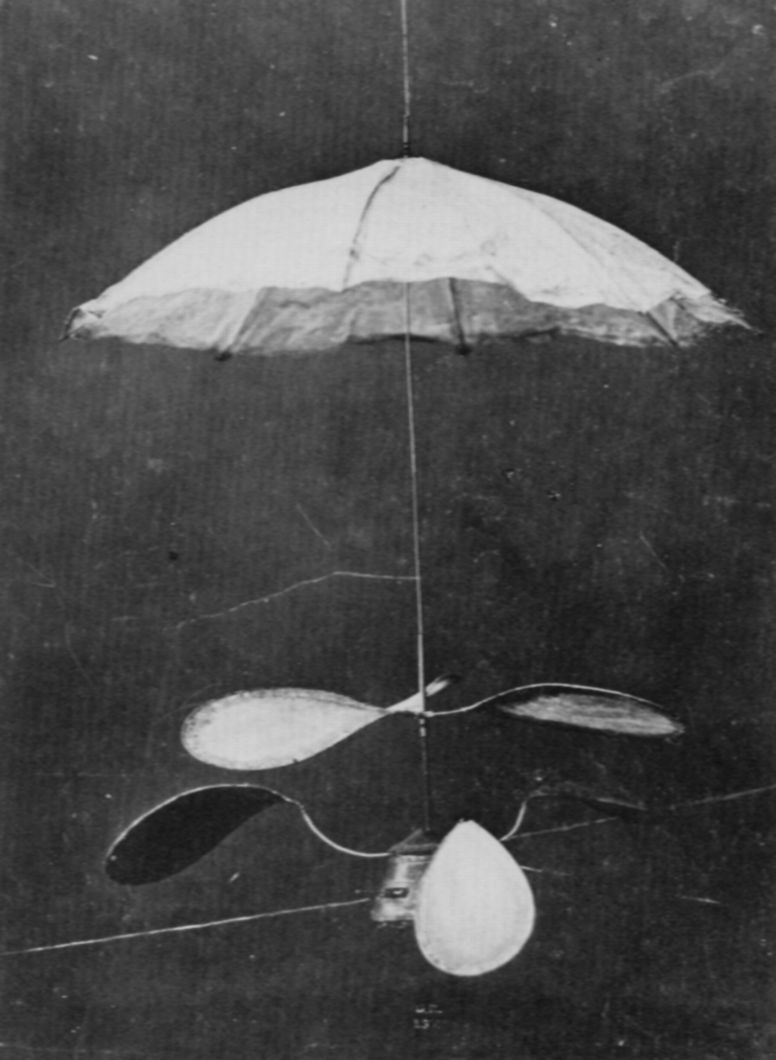
Hélice aérienne spiralifères et parachute (1861)
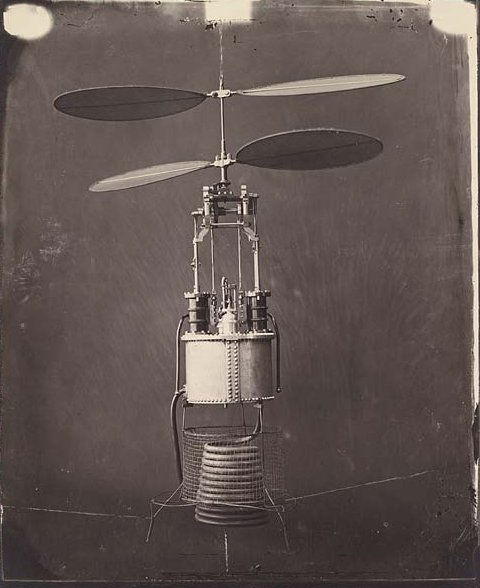
Chère hélice, à rotor contrarotatif (1861)

## Autres objets-jouets volants
- Drone
- Frisbee
- Cerf-volant
- Boomerang
- Toupie (jouet)